# 寺坡镇
寺坡镇，是中华人民共和国陕西省商洛市洛南县一个已撤销的乡级行政区，2015年，陕西省民政厅批复同意撤销寺坡镇，将其所辖行政区域划归古城镇。